# Placopterus plumbeus
Placopterus plumbeus là một loài bọ cánh cứng trong họ Cleridae. Loài này được Gorham miêu tả khoa học năm 1886.